# Tölgyessy Artúr

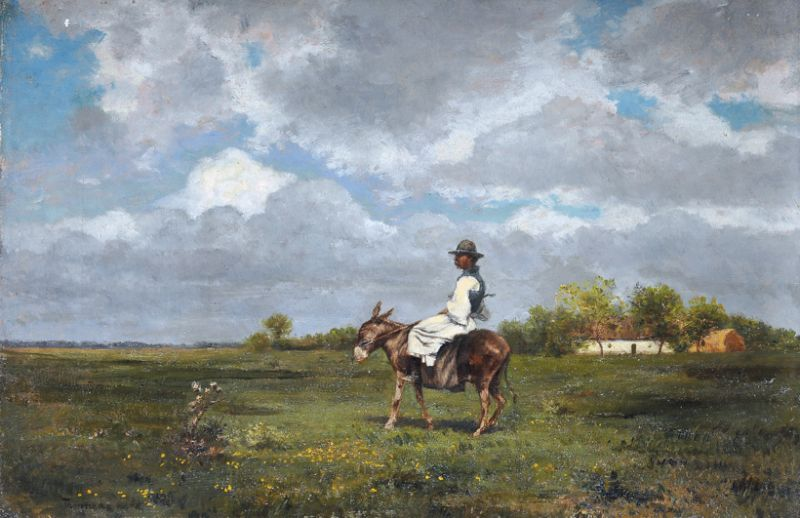
Hazafelé (19. század)

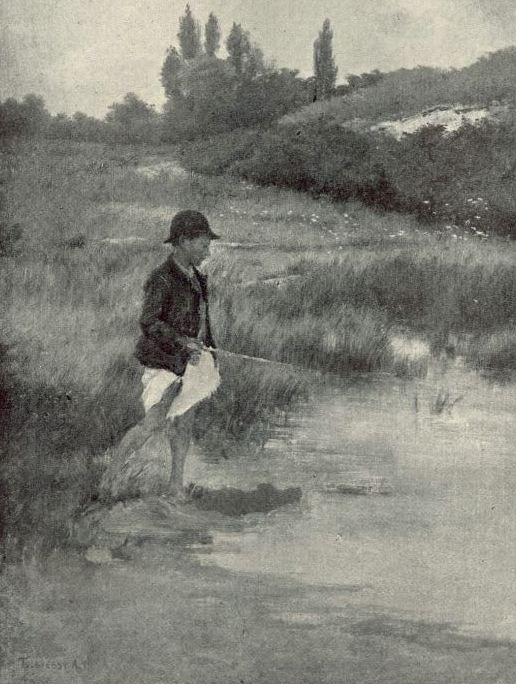
Horgászó fiú (c. 1910)

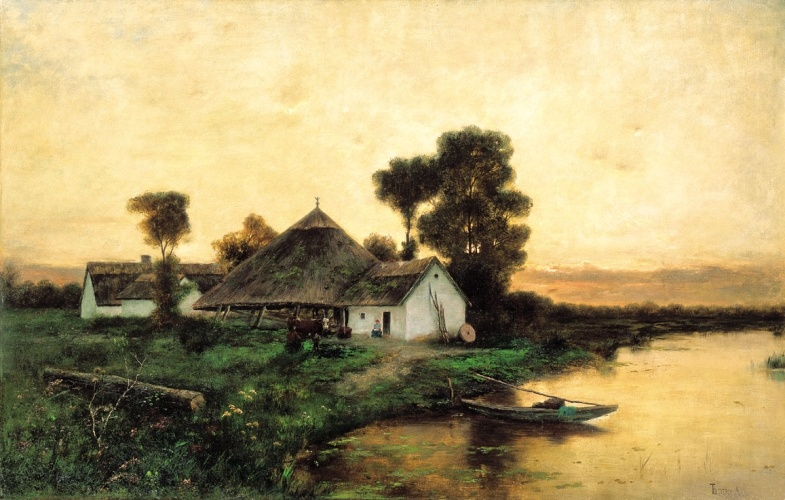
Malom a folyóparton

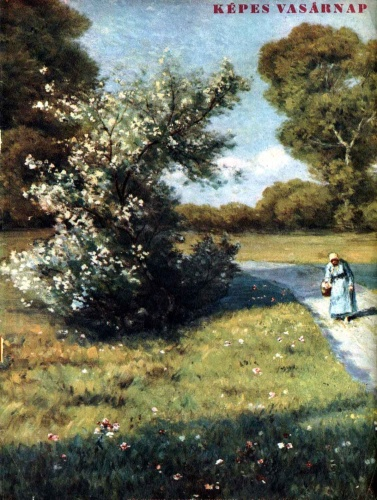
Hosszú árnyékok

Tölgyessy Artúr (Szeged, 1853. május 1. – Budapest, 1920. február 2.) magyar festő. Alföldi és balatoni tájképek festője.

## Életpályája
Tölgyessy Ferenc pénzügyi titkár és Kovács Anna gyermekeként született. Középfokú tanulmányokat Szegeden és Budapesten folytatott, Szegeden egy címerfestőnél inaskodott a tanulás helyett, Pesten a Szépművészeti Múzeumba járt másolni a klasszikusok festményeit, a bécsi múzeumokban is szorgalmasan másolt. Felsőfokú képzőművészeti tanulmányait Bécsben és Münchenben végezte. Wagner Sándor volt a mestere. Budapesten telepedett le, közben ellátogatott Belgiumba, Olaszországba és Párizsba, több évig Münchenben alkotott.
Budapesten festette hangulati elemekre épített, kiváló megfigyelő- és összefoglaló készségről tanúskodó alföldi és balatoni tájképeit. 1875-től nyaranként a Szolnoki művésztelepen gyűjtött tapasztalatokat, készített vázlatokat képeihez, később a Balaton mellett, Siófokon, ahol villát is építtetett magának az 1890-es évek elején.
1875-től volt kiállító művész. Bécsben, Párizsban, Münchenben, majd a Nemzeti Szalonban, mindenütt sikerei voltak. 1910-ben a Műcsarnokban rendezett nagy kollektív kiállításon is a sikeres művészekhez tartozott. Több képét őrzi a Magyar Nemzeti Galéria, de munkáinak nagy többsége magántulajdonba került. A szakirodalomban Délibábos puszta (Fata morgana) című festményét dicsérik legjobban. E festményt Mészöly Géza, Deák-Ébner Lajos és Karlovszky Bertalan képeivel együtt állította ki a párizsi Salonban, elismeréssel írtak róla  a lapok (Le Figaro, L'Évenement).
Felesége Tóth Terézia volt. Gyermekeik Tölgyessy László Ferenc (1887–1958) és Tölgyessy Andor.

## Műveiből[9]
- A merengő Gretchen (c.1874)
- Cigányputri (1875)
- Csendélet (1875)
- Idyll (1882)
- Kondás (1882)
- Alföld (1882)[10]
- Hazafelé
- Délibábos puszta (Fata morgana) 1883
- A pásztortűz (1884)
- A kaszás (1884)
- Est (1885)
- Hold-kelte (1885)
- Őszi verőfény (festmény a Balatonról, 1890-es évek eleje)
- Vadkacsák (1895 ? )
- Aranysugarak (1898)[11]
- Hajnali szürkület (1910)[12]
- Horgászó fiú (1910)[12]
- A Balaton Siófoknál (1910)[12]
- Porta Orientalis (1910)[12]
- Boulevard St Michel (1910)[12]
- Naplemente után (1910)[12]
- Homokbánya (1910)[12]

## Díjai, elismerései
- Ráth György-díj (1885)
- Eszterházy-díj (1897)
- Képzőművészeti Társulat nagy díja (1899)